# Lista das áreas metropolitanas da América do Sul por população

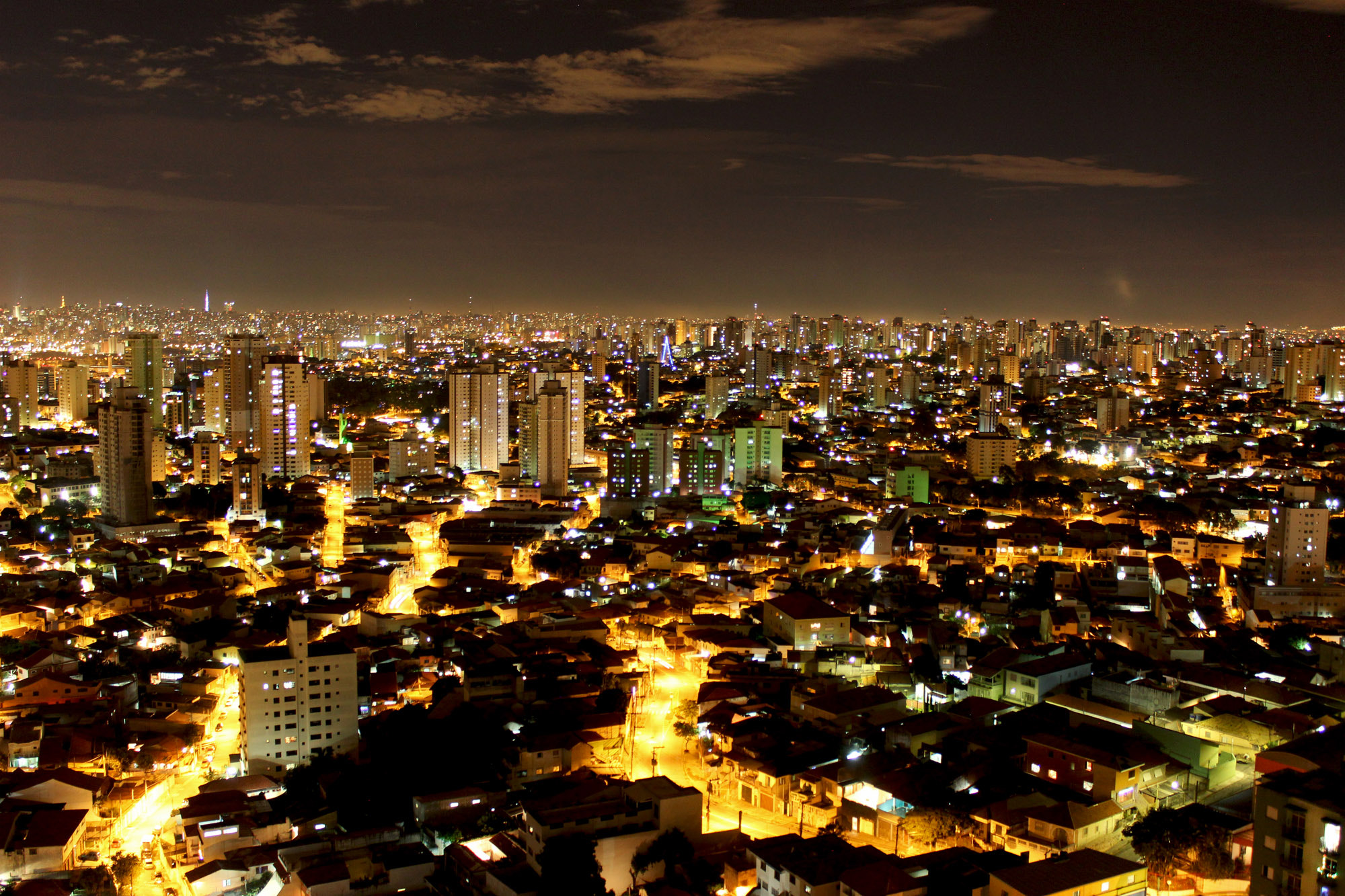
São Paulo, a região metropolitana mais populosa de um país fora da Ásia.

Esta é uma lista das cinquenta áreas metropolitanas mais populosas da América do Sul em 2015, o ano mais recente para o qual os resultados, estimativas ou projeções oficiais do censo estão disponíveis para todas as principais áreas metropolitanas da América do Sul. Todos os números referem-se às populações do meio do ano de 2015.
|    | área metropolitana               | População  | País      |
| -- | -------------------------------- | ---------- | --------- |
| 1  | São Paulo                        | 21.090.792 | Brasil    |
| 2  | Buenos Aires                     | 13,693,657 | Argentina |
| 3  | Rio de Janeiro                   | 12.280.702 | Brasil    |
| 4  | Lima                             | 9,904,727  | Peru      |
| 5  | Bogotá                           | 9,286,225  | Colômbia  |
| 6  | Santiago                         | 6,683,852  | Chile     |
| 7  | Belo Horizonte                   | 5.829.923  | Brasil    |
| 8  | Caracas                          | 5,322,310  | Venezuela |
| 9  | Porto Alegre                     | 4.258.926  | Brasil    |
| 10 | Brasília                         | 4.201.737  | Brasil    |
| 11 | Fortaleza                        | 3.985.297  | Brasil    |
| 12 | Salvador                         | 3.953.290  | Brasil    |
| 13 | Recife                           | 3.914.397  | Brasil    |
| 14 | Medellín                         | 3,777,009  | Colômbia  |
| 15 | Curitiba                         | 3.502.804  | Brasil    |
| 16 | Campinas                         | 3.094.181  | Brasil    |
| 17 | Guaiaquil                        | 2,952,159  | Equador   |
| 18 | Cáli                             | 2,911,278  | Colômbia  |
| 19 | Quito                            | 2,653,330  | Equador   |
| 20 | Maracaibo                        | 2,576,836  | Venezuela |
| 21 | Manaus                           | 2.523.819  | Brasil    |
| 22 | Assunção                         | 2,482,760  | Paraguai  |
| 23 | Vale do Paraíba e Litoral Norte  | 2.453.387  | Brasil    |
| 24 | Goiânia                          | 2.421.833  | Brasil    |
| 25 | Belém                            | 2.402.438  | Brasil    |
| 26 | Montevidéu                       | 2,059,988  | Uruguai   |
| 27 | Barranquilha                     | 2,025,071  | Colômbia  |
| 28 | Santa Cruz da Serra              | 1,986,855  | Bolívia   |
| 29 | Vitória                          | 1.910.101  | Brasil    |
| 30 | Sorocaba                         | 1.888.073  | Brasil    |
| 31 | La Paz                           | 1,849,504  | Bolívia   |
| 32 | Baixada Santista                 | 1.797.500  | Brasil    |
| 33 | Valência                         | 1,544,004  | Venezuela |
| 34 | São Luis                         | 1.538.131  | Brasil    |
| 35 | Córdoba                          | 1,519,000  | Argentina |
| 36 | Natal                            | 1.504.819  | Brasil    |
| 37 | Rosário                          | 1,429,000  | Argentina |
| 38 | Piracicaba                       | 1.412.721  | Brasil    |
| 39 | Norte Catarinense                | 1.344.089  | Brasil    |
| 40 | Barquisimeto                     | 1,308,163  | Venezuela |
| 41 | Maceió                           | 1.304.190  | Brasil    |
| 42 | João Pessoa                      | 1.253.929  | Brasil    |
| 43 | Cochabamba                       | 1,227,044  | Bolívia   |
| 44 | Teresina                         | 1.194.911  | Brasil    |
| 45 | Maracaí                          | 1,189,314  | Venezuela |
| 46 | Cartagena                        | 1,161,320  | Colômbia  |
| 47 | Florianópolis                    | 1.131.981  | Brasil    |
| 48 | Bucaramanga                      | 1,122,945  | Colômbia  |
| 49 | Mendoza                          | 1,082,000  | Argentina |
| 50 | Região Metropolitana de Londrina | 1.076.454  | Brasil    |